# Youssouf Touré
Pour les articles homonymes, voir Touré.
Youssouf Touré est un footballeur français, né le 14 mars 1986 à Saint-Denis (Seine-Saint-Denis), et qui évolue à ÉFC Fréjus-Saint-Raphaël au poste d'attaquant.

## Biographie
Youssouf Touré est formé en partie au Lille OSC où il reste deux ans, avant de partir pour l'US Albi. Puis il signe pour le Tours FC, qui le prête directement au Rodez AF.
Le 1er août 2008, Youssouf fait ses grands débuts en Ligue 2 en rentrant à 8 minutes de la fin à la place de Tenema N'Diaye contre Sedan. Le 31 octobre 2008, il marque son 1er but en Ligue 2 d'une belle reprise de volée contre l'AC Ajaccio au stade de la Vallée du Cher.
Le 24 août 2010, il signe gratuitement en National, dans un des clubs de la capitale, le Paris FC, pour une saison. Il inscrira 8 buts en championnat avec le club parisien. À l'issue de la saison, il s'engage avec le club de Colmar, toujours en National. Il inscrira 10 buts en championnat avec le club alsacien.
En 2012, Youssouf Touré rejoint les rangs du Gazélec Ajaccio, club tout juste promu en Ligue 2.

## Carrière
| Saison      | Club                | Pays     | Championnat         | Coupes nationales |
| ----------- | ------------------- | -------- | ------------------- | ----------------- |
| 2007 - 2008 | US Albi             | CFA      | 17 matchs / 6 buts  | 2 matchs / 2 buts |
| 2007 - 2008 | Rodez AF            | National | 13 matchs           | -                 |
| 2008 - 2009 | Tours FC            | Ligue 2  | 24 matchs / 1 but   | 4 match / 2 buts  |
| 2009 - 2010 | Tours FC            | Ligue 2  | 29 matchs / 1 but   | 5 matchs / 1 but  |
| 2010 - 2011 | Tours FC            | Ligue 2  | 1 match             | 1 match           |
| 2010 - 2011 | Paris FC            | National | 34 matchs / 8 buts  | 5 matchs / 3 buts |
| 2011 - 2012 | SR Colmar           | National | 38 matchs / 10 buts | 1 matchs / 1 but  |
| 2012 - 2013 | Gazélec Ajaccio     | Ligue 2  | 37 matchs / 1 but   | 3 matchs          |
| 2013 - 2014 | Le Poiré-sur-Vie VF | National | 33 matchs / 3 buts  | -                 |

Dernière mise à jour le 1er juillet 2014

## Référence
1. ↑  Touré au Paris FC
2. ↑  « Fiche de Youssouf Touré », sur footballdatabase.eu